# Roots rock
Roots rock (em português: rock de raiz) é um termo usado para descrever um rock que volta às origens no folk, blues e country. Está particularmente associado com a criação de subgêneros do final da década de 1960, incluindo country rock e southern rock, que tinham sido vistos como respostas aos evidentes excessos da psicodélica e desenvolvimento do rock progressivo. A música de raiz é muitas vezes usada no folk e em outras formas musicais no mundo, roots rock é usado às vezes num sentido amplo para descrever qualquer música rock que incorpora elementos dessa música. Na década de 1980, o roots rock gozava de um reavivamento em resposta às tendências do punk rock, new wave e heavy metal.